# Tenjin-gawa
Le fleuve Tenjin (天神川, Tenjin-gawa) est un cours d'eau du Japon qui traverse la préfecture de Tottori. 

## Géographie
Le fleuve Tenjin prend sa source sur les pentes du mont Tsukuro dans le bourg de Misasa. Long de 32 km, il coule vers le nord et traverse la ville de Kurayoshi avant de se jeter dans la mer du Japon entre les bourgs de Yurihama et de Hokuei.